# Heuliez

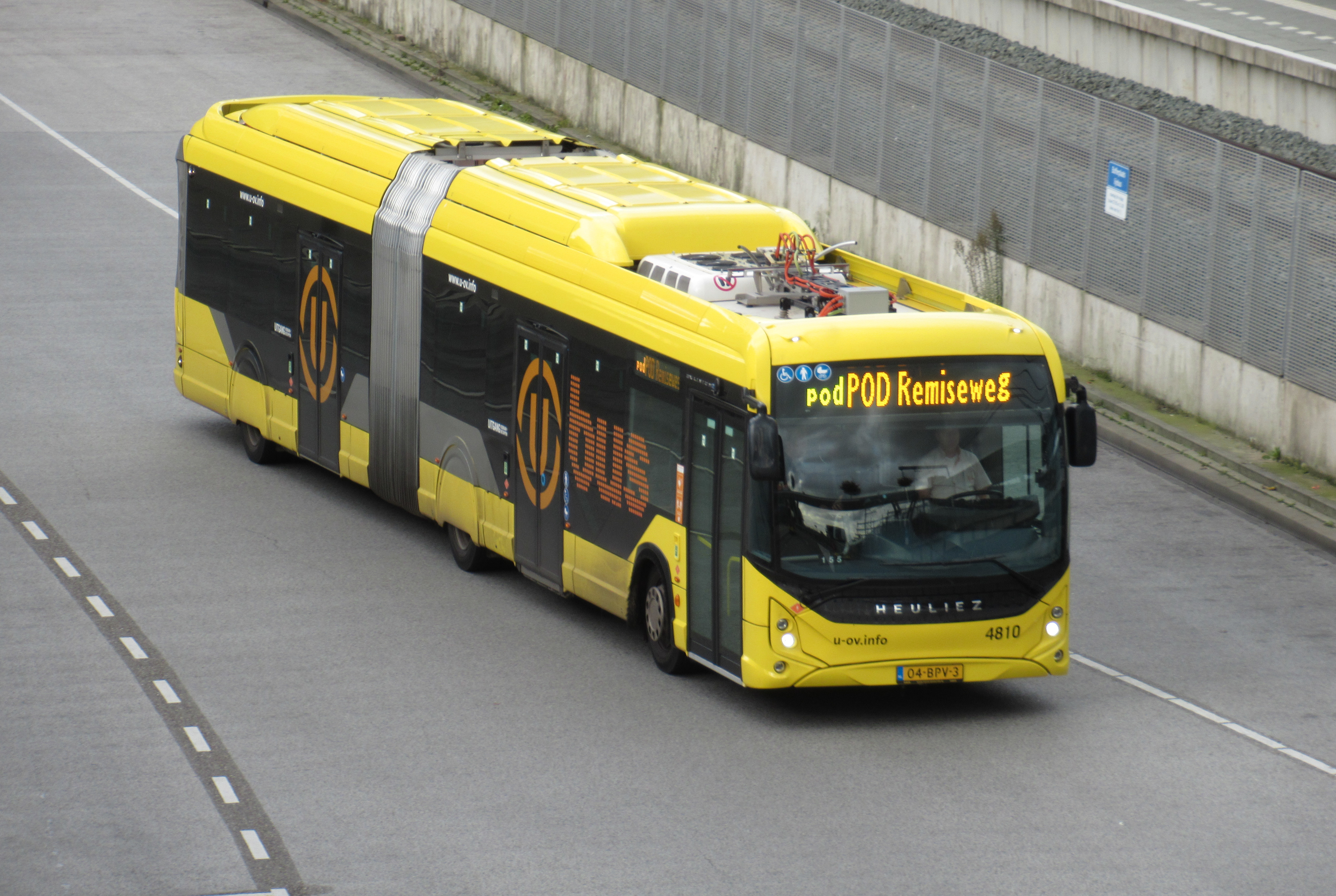
Heuliez GX 437 Linium ELEC Batteriebus in Utrecht (Niederlande)

Heuliez [øˈlje] (Aussprache)ⓘ war ein 1920 gegründetes französisches Unternehmen, das Pkw-Karosserien und Omnibusse herstellt. Das Hauptwerk befand sich in Cerizay im Département Deux-Sèvres. In der Henri-Heuliez-Gruppe gab es auch ein spezielles Design-Unternehmen, die SA Heuliez DEA. Das Unternehmen wurde 2013 liquidiert.
Die Nutzfahrzeugherstellung wurde 1980 nach Rorthais bei Bressuire in das Tochterunternehmen Heuliez Bus ausgegliedert, Anfang der 1990er Jahre verkauft und ist heute Teil der Iveco Group. Stadtbusse für den französischen Markt werden unter der Marke Heuliez Bus vertrieben.

## Geschichte

### Pferdefuhrwerke
Heuliez wurde 1920 von Adolphe Heuliez zur Produktion von Pferdewagen gegründet.

### Pkw-Karosserien

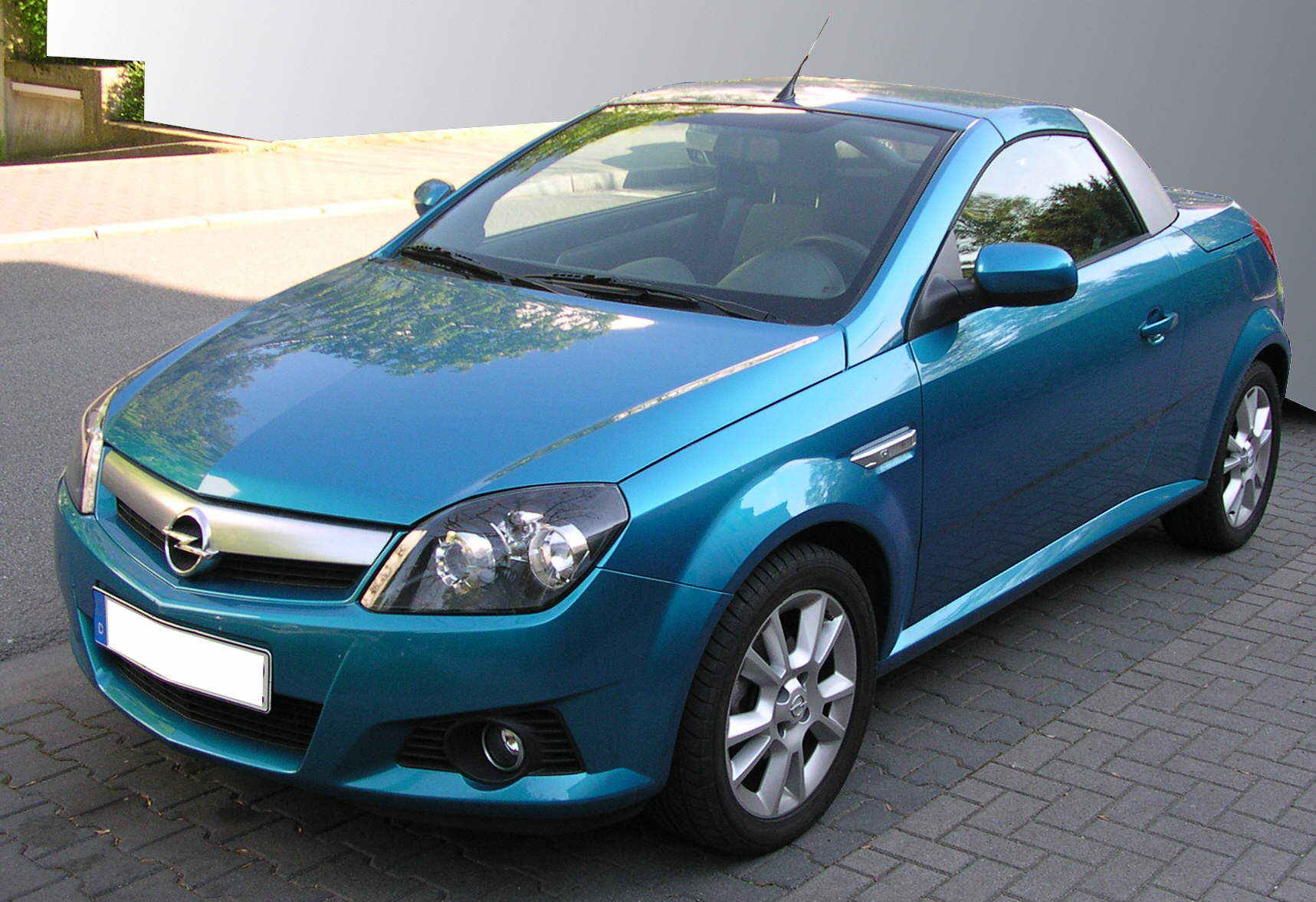
Opel Tigra TwinTop, von 2004 bis 2009 bei Heuliez produziert

Die Produktion von Pkw-Karosserien begann 1925 mit der Fertigung des Typs 177B für Peugeot.
Die Produktion von Pkw-Karosserien erfolgte im Auftrag anderer Automobilhersteller wie Citroën, Peugeot, Renault und Opel.
Im Oktober 2007 bat Heuliez um gerichtlichen Gläubigerschutz.
Im August 2008 übernahm der indische Auftragsfertiger Argentum Motors 60 Prozent der Anteile gegen die Verpflichtung, 25 Mio. Euro in das Unternehmen zu investieren, davon 10 Mio. sofort. Eine Minderheitsbeteiligung übernahm Frankreichs Staatsinvestor CDC, der 5 Mio. Euro investierte. Argentum-Chef Ajay Singh erklärte, Argentum wolle die starke Vertriebsplattform und die Entwicklungsabteilung des Unternehmens nutzen, um ein globale Autodesignunternehmen zu schaffen. Außerdem wolle man den schnellwachsenden Markt für Elektroautos erschließen. Ab 2011 wurde das als „Heuliez Friendly“ entwickelte Elektroauto als Elektroauto Mia von dem deutsch-französischen Unternehmen Mia electric gefertigt. Nach der Insolvenz von Heuliez wurde dafür die Elektrofahrzeugsparte im Juli 2010 vom Pharmaunternehmer und Hauptgesellschafter und mia electric GmbH, Edwin Kohl (73,4 %), übernommen.
Im März 2009 musste erneut ein Insolvenzverfahren angemeldet werden. Vom Handelsgericht in Niort wurde im September 2013 die Liquidation des Unternehmens angekündigt und am 31. Oktober 2013 vollzogen; damit wurde die PKW-Produktion von Heuliez beendet. Teile der Vermögensgegenstände des Unternehmens wurden von einer Société d’économie mixte übernommen, bei der die Region Poitou-Charentes Mehrheitsaktionär ist (etwa vergleichbar mit einem gemischtwirtschaftlichen Unternehmen), die unter dem Namen Fabrique du Bocage das Unternehmen zunächst als Zulieferer weiterführte und schließlich abwickelte.

### Omnibusse

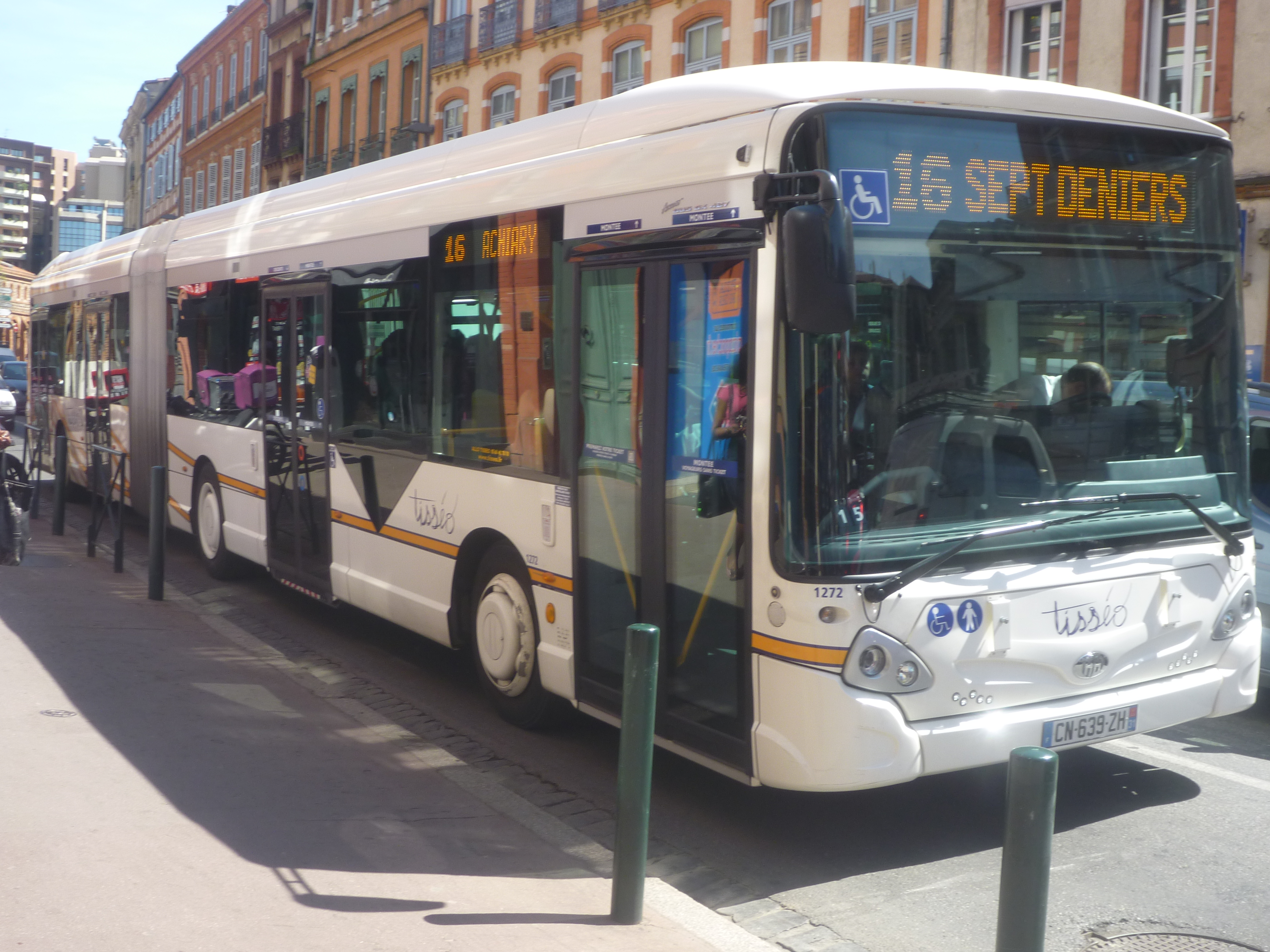
Heuliez GX 427 Gelenkbus

1937 fertigte die Firma Heuliez ihren ersten Omnibus.
In den 1970er Jahren wurde die Omnibusfertigung von Heuliez durch die anderen französischen Buschassishersteller boykottiert, indem sie keine Fahrgestelle für Busaufbauten mehr lieferten. Aus diesem Grund griff Heuliez auf ausländische Fahrwerke zurück und baute Omnibuskarosserien in großer Zahl, insbesondere auf deutsche Fahrwerke von Daimler-Benz (Mercedes-Benz O 305 und O 305 G) und Magirus-Deutz. Von Heuliez wurden die Daimler-Benz-Fahrwerke analog den nach den deutschen VÖV-Richtlinien für die Standard-Linienbusse konstruierten MB O 305 aufgebaut und als Heuliez O.305 verkauft. Dabei wurden auch Daimler-Benz Dieselmotoren, Getriebe und Antriebsachsen wurden verwendet, lediglich die Front- und Heckseiten, das Dach sowie der Innenraum waren anders gestaltet, die VÖV-Windschutzscheiben und das VÖV-Armaturenbrett wurden jedoch benutzt. Der 11-Meter-Stadtbus wurde auch mit dritter Tür (hinter der Vorderachse) gefertigt, außerdem als Schubgelenkbus Heuliez O.305.G.
Auch Kleinbusse auf Lieferwagenbasis z. B. Citroën C35 wurden bei Heuliez karosseriert, auch zum Teil in verlängerter Version.
1980 wurde die Firma Heuliez Bus gegründet, die eine Kooperation mit Renault einging. Ab 1978 entwickelte Heuliez mit staatlicher Förderung eine neue Bus-Baureihe (GX) auf Fahrwerken von Renault, die 1985 auf den Markt kam. Heuliez Bus wurde 1991 von Renault und Volvo übernommen. 1998 übernahm Renault die Anteile der Volvo Bus Corp., und 1999 wurde Heuliez Bus eine Tochterfirma von Irisbus, worin die Busaktivitäten von Iveco und Renault zusammengelegt wurden.
2002 übernahm Iveco die Anteile von Renault an Irisbus.

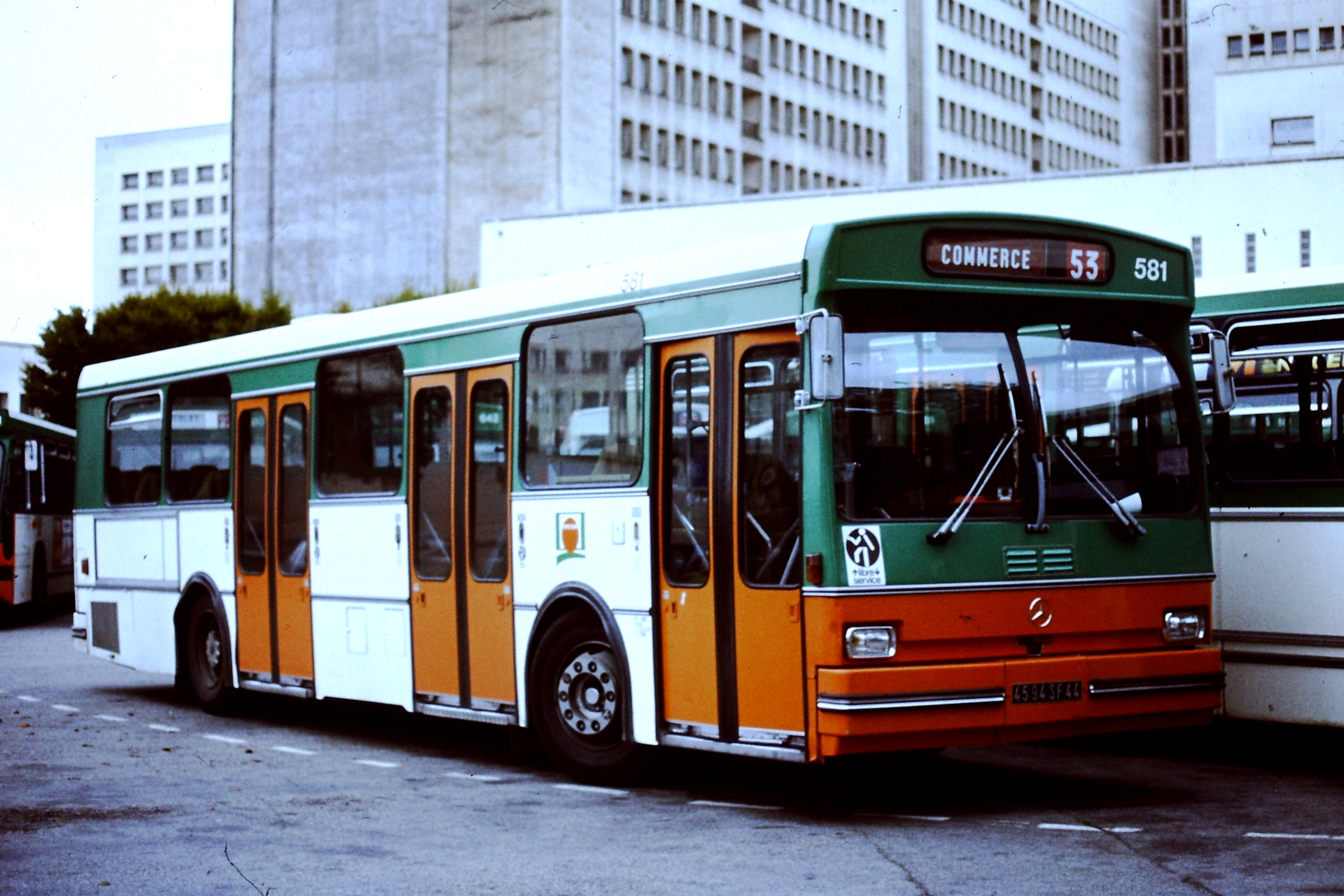
Dreitüriger Heuliez O 305
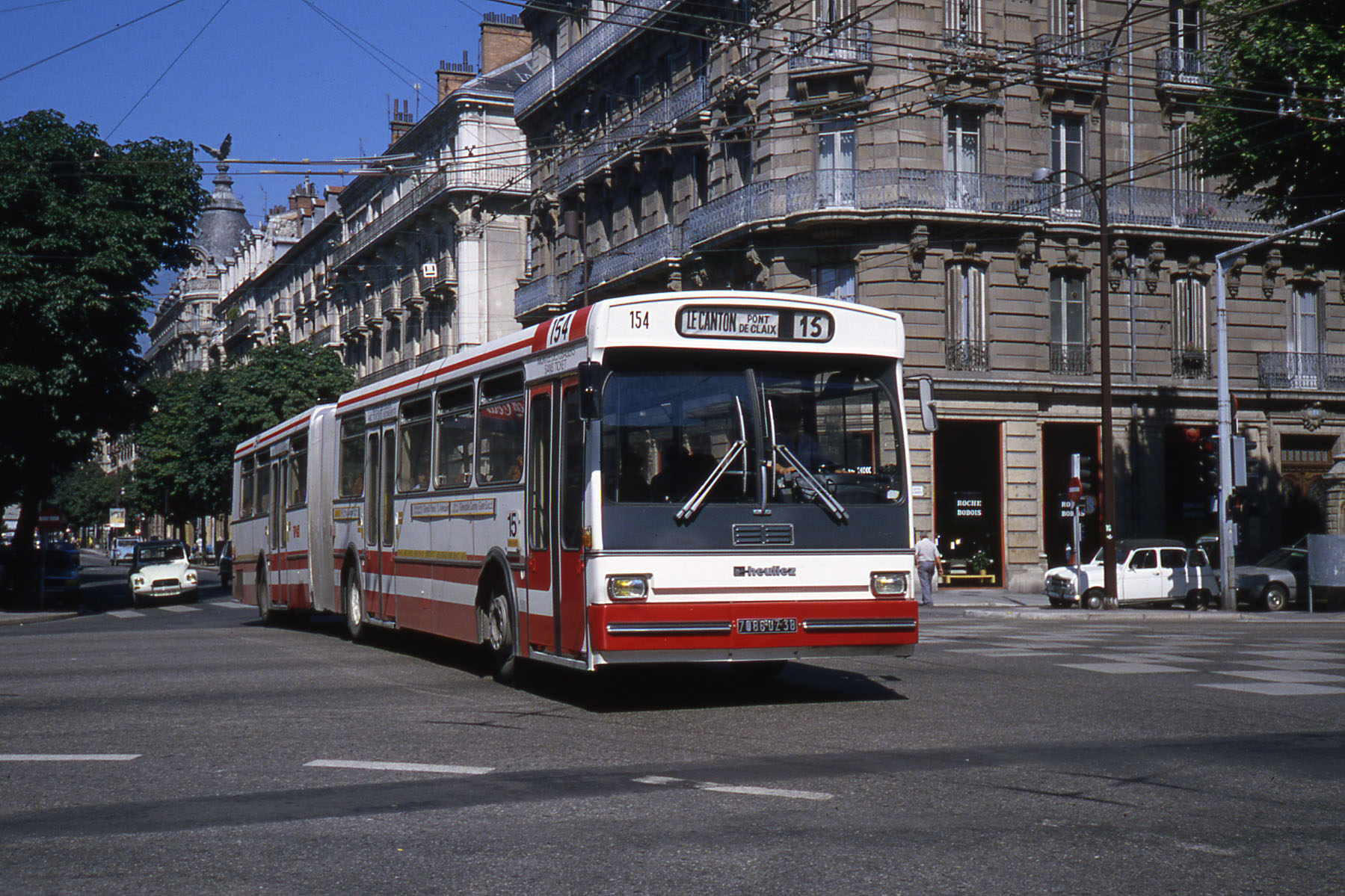
Schubgelenkbus Heuliez O 305 G
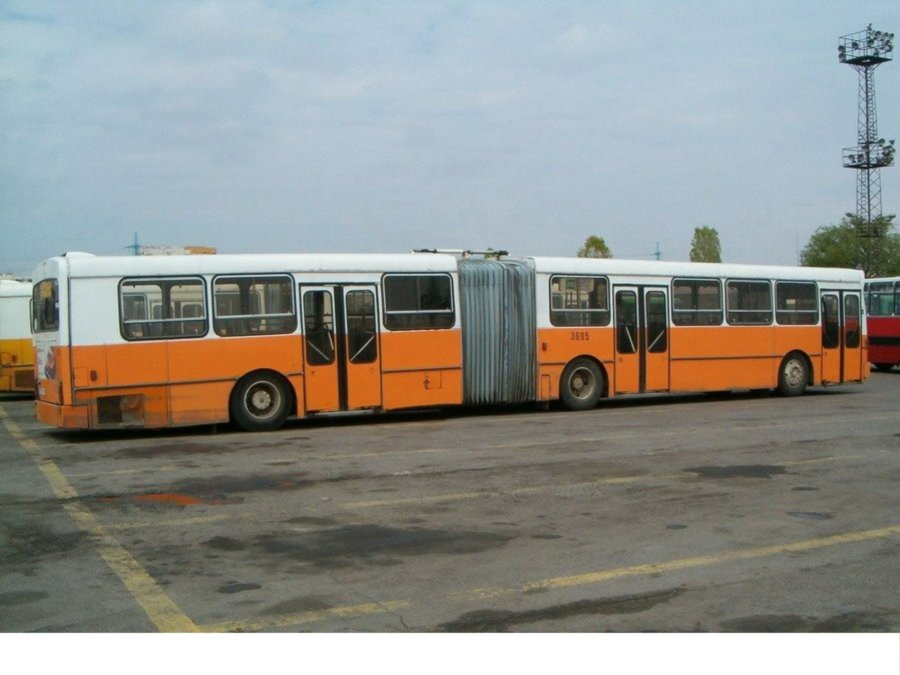
Seitenansicht des O 305 G mit dem Heuliez-Heck
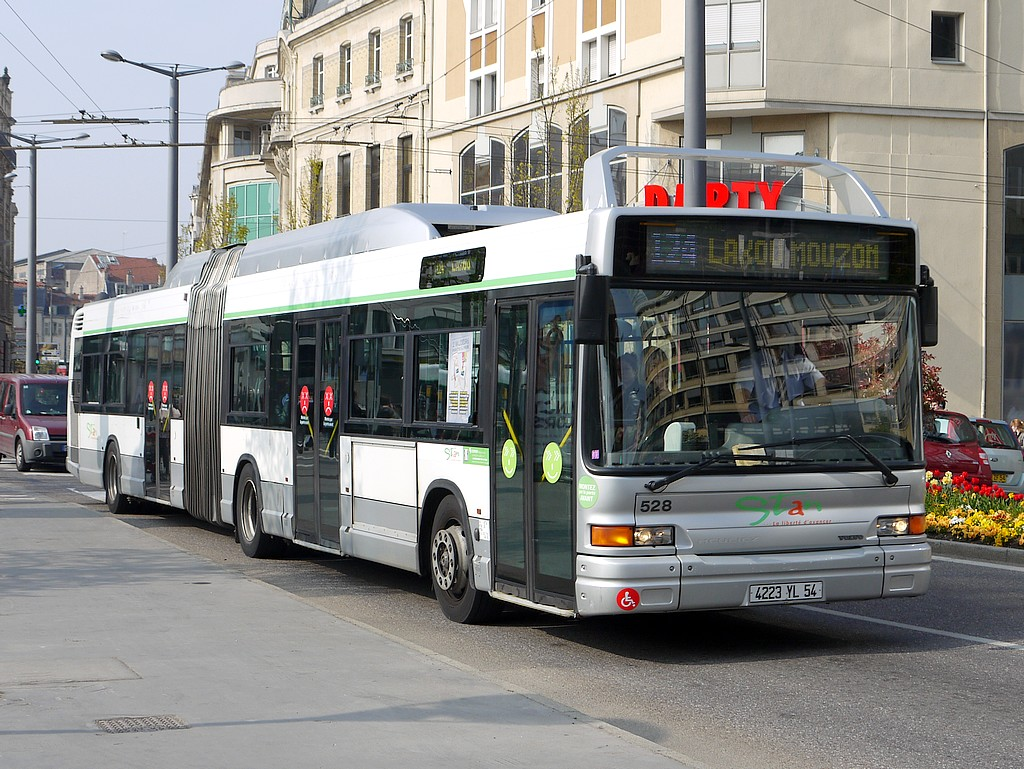
Heuliez GX 417 GNV Gelenkbus mit Gastanks auf dem Dach
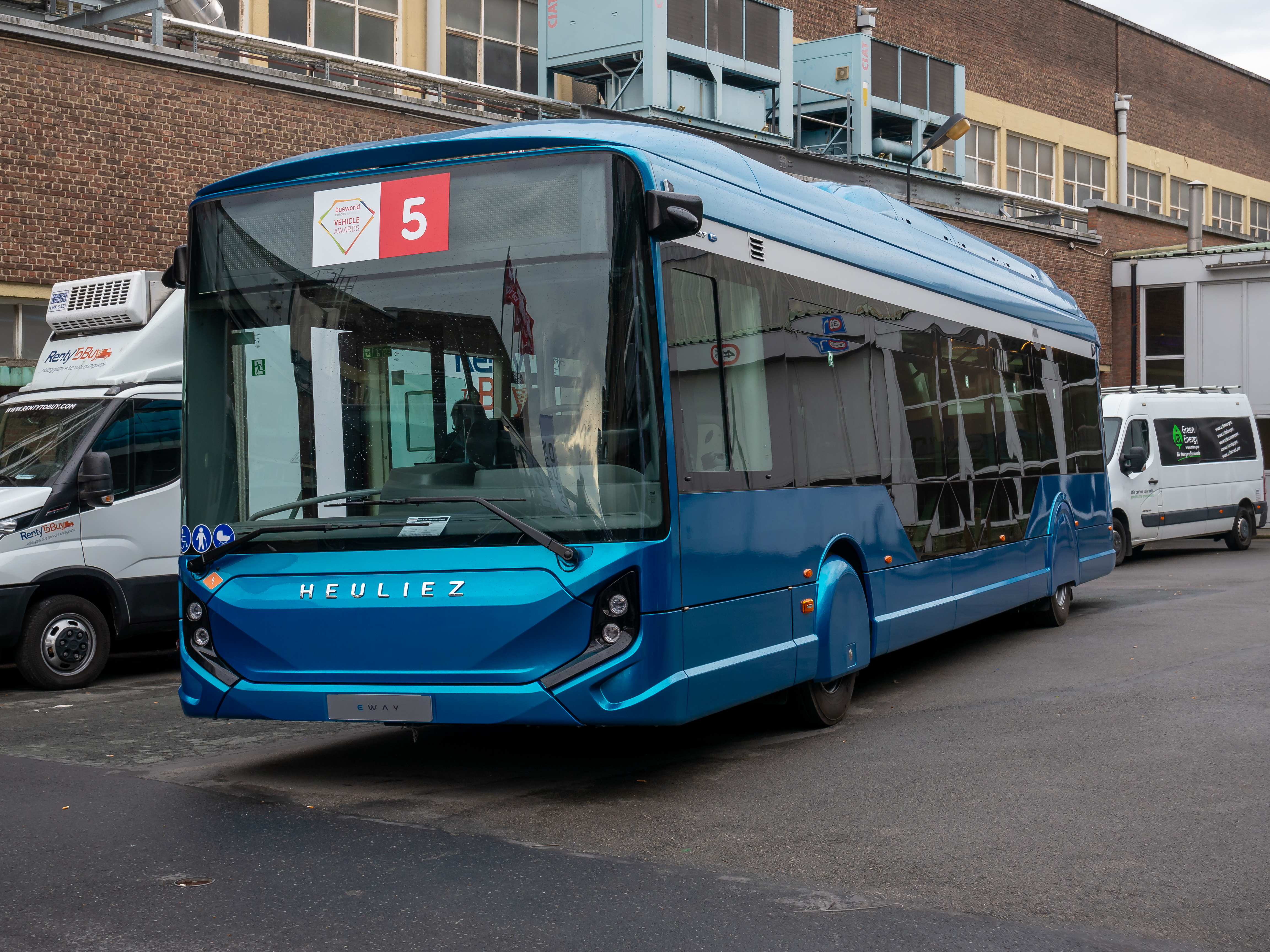
Batterieelektrischer Solobus GX 337 E
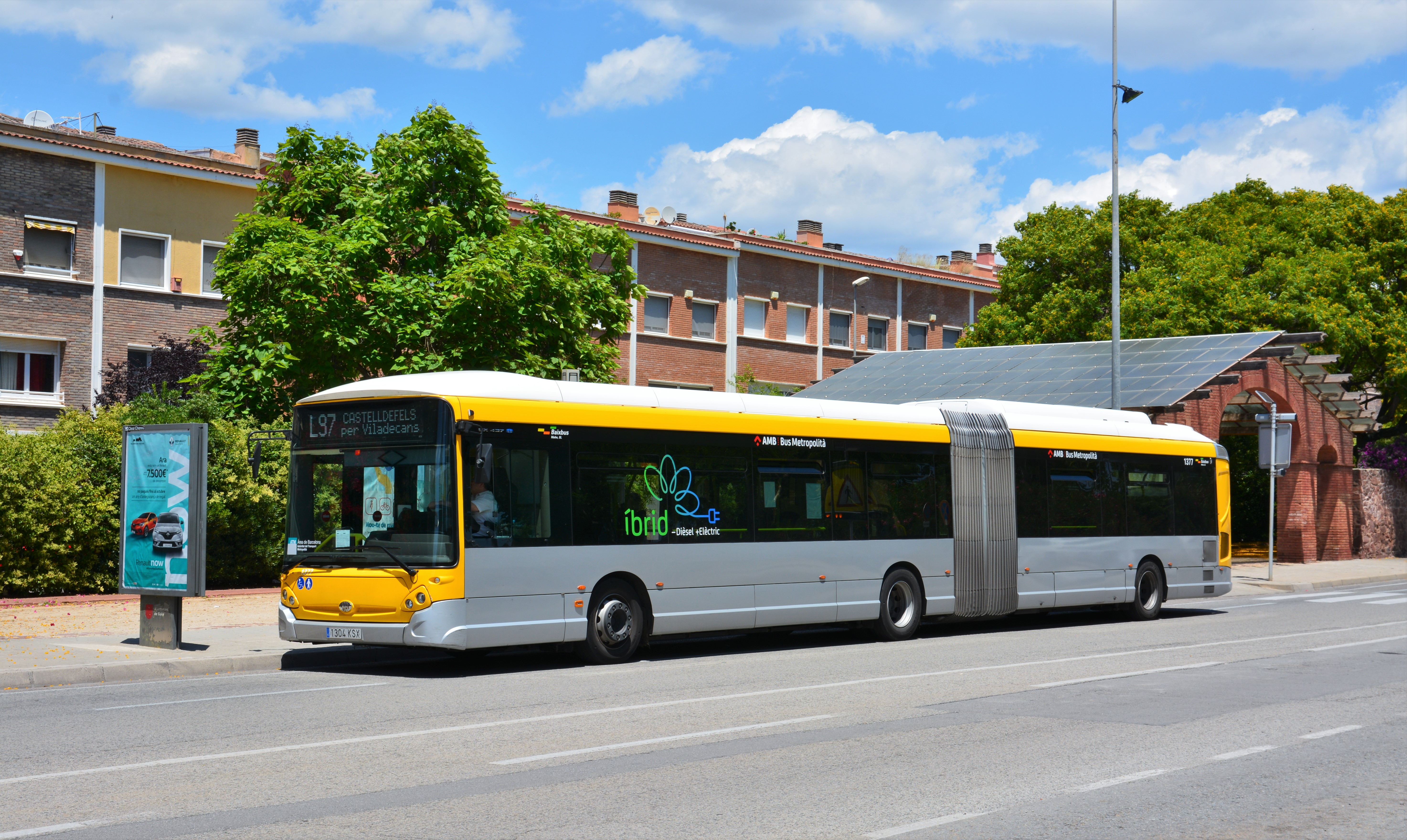
Heuliez GX 437
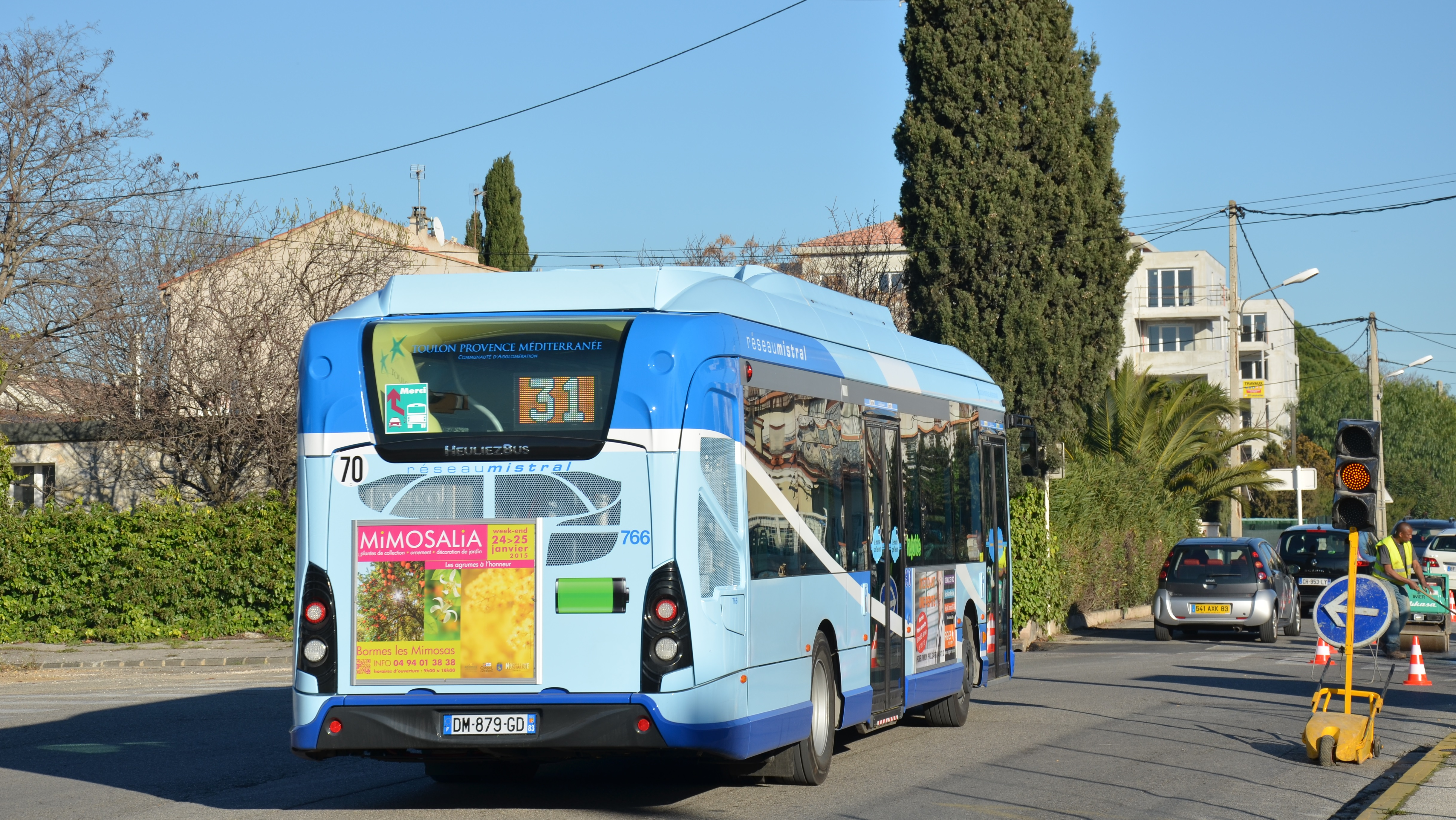
Charakteristisches Heck eines GX 337
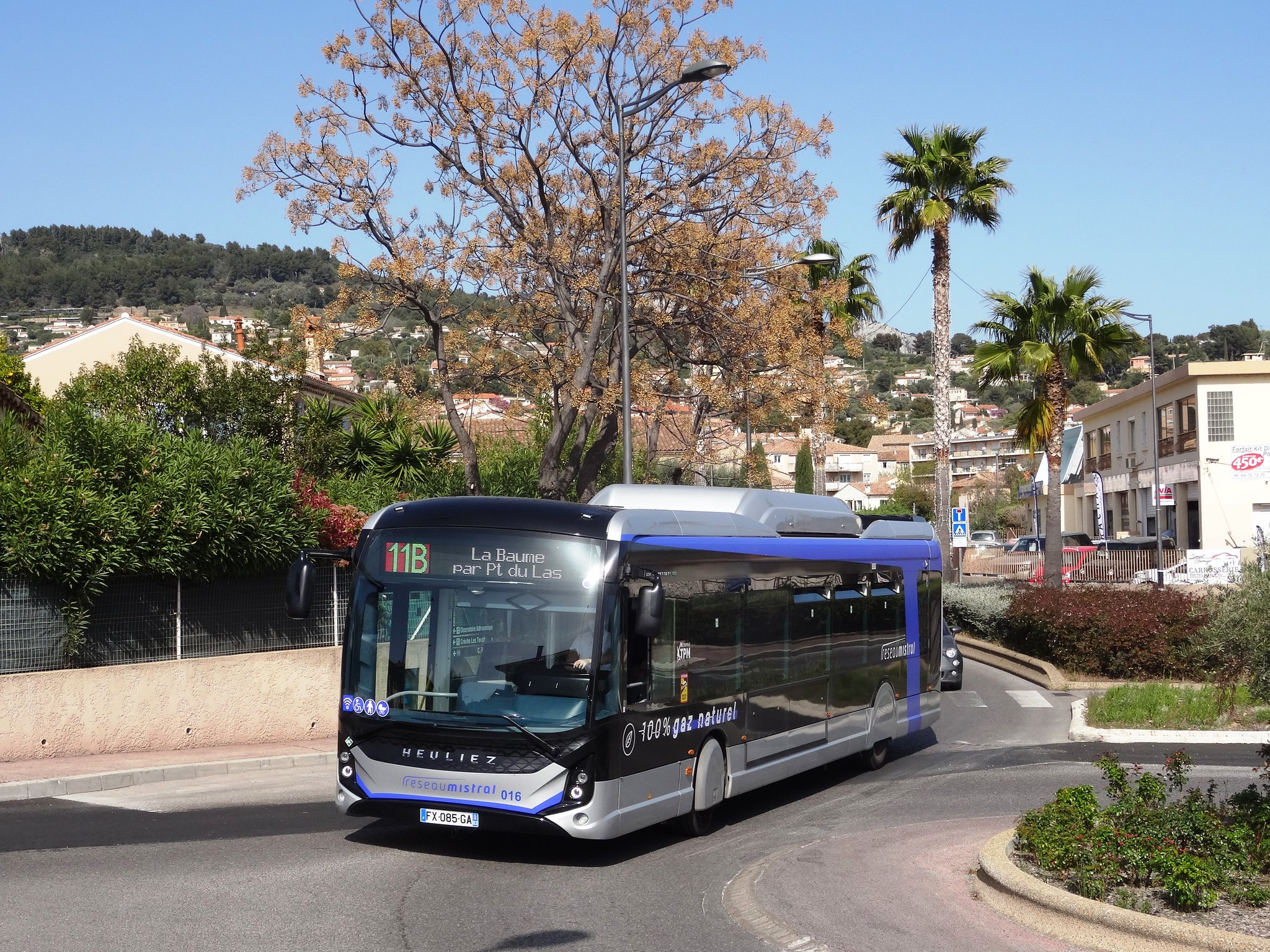
Durchgestylter GX Linium in Toulon
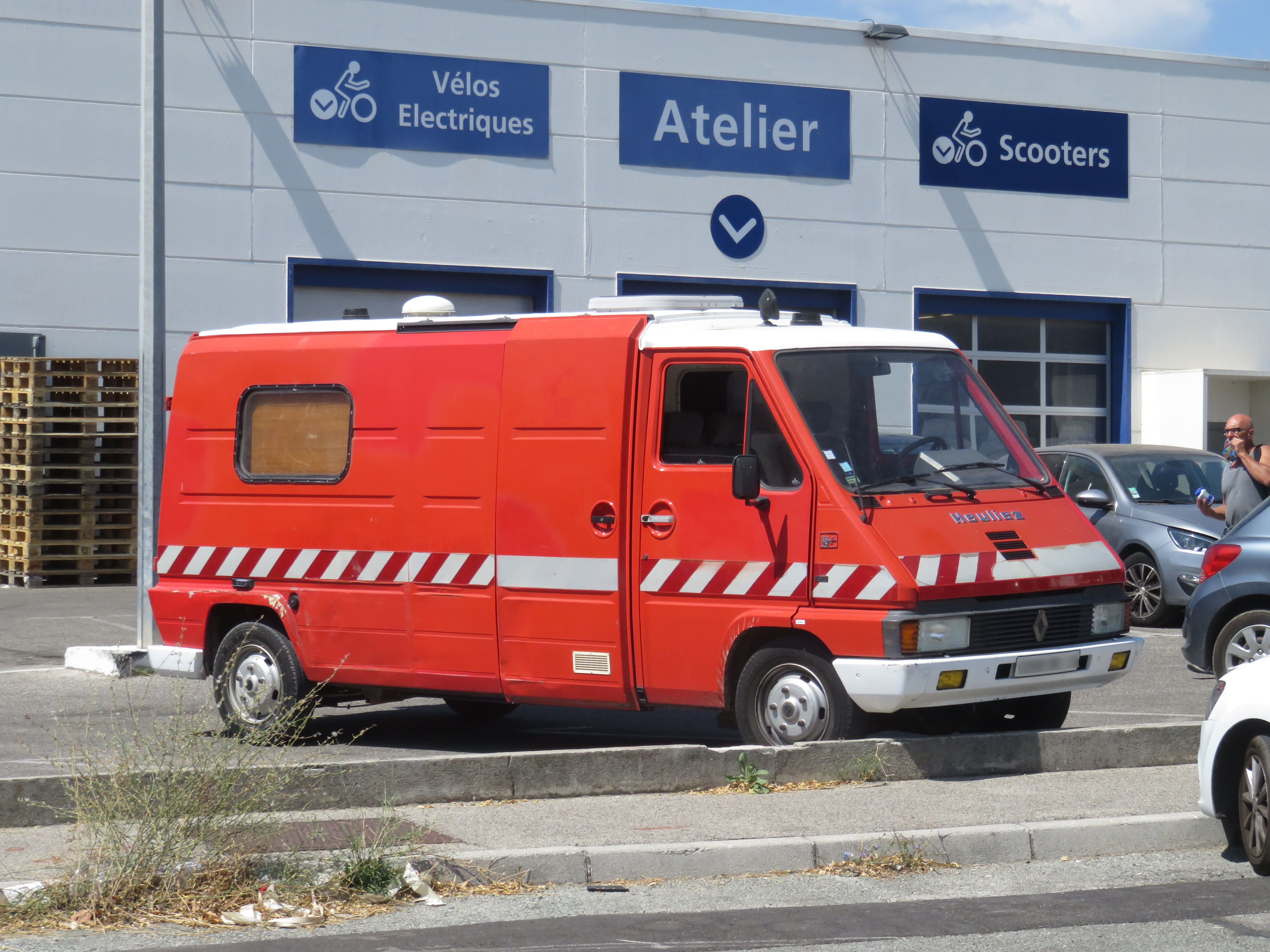
Renault Master I mit Heuliez-Aufbau

## Produktbeispiele

### Pkw-Karosseriebau

#### Produkte der jüngeren Vergangenheit
- Peugeot 604 Limousine: 1978–1984
- Renault 5 Le Car Van (Kleinwagen): 1979–1984
- Citroën BX Estate Serie: ab 1983
- Peugeot 205 Turbo 16: ab 1985
- Citroën BX Break (Kombi): 1985–1993
- Citroën Visa Chrono: 1984
- Citroën Visa Mille Pistes: 1984
- Citroën Visa Convertible (Cabriolet): 1984
- Citroën BX 4TC: 1986
- Citroën CX Break (Kombi): 1989–1991
- Citroën XM Break (Kombi): 1992–1999
- Citroën Saxo electrique (Elektrofahrzeug): 1996–2003
- Citroën AX electrique: 1995–2000
- Citroën Xantia Break (Kombi): 1995–2000
- Heuliez Intruder (Prototyp eines SUV-Roadsters/Coupés): 1997
- Peugeot 206 CC (Dachmodule für ein Cabriolet): ab 2001
- Opel Tigra TwinTop: 2004–2009
- Heuliez Macarena, Designstudie eines viertürigen Glasfaltdach-Cabriolets auf Basis des Peugeot 407, vorgestellt auf der IAA 2007[3]

### Omnibusse
- Minibusse mit doppeltbreitem Einstieg mit vierteiliger Falttür
  - Heuliez Coyotte (Kleinbus auf Basis des Citroën C35)
  - GX 17 (Kleinbus auf Basis des Renault Master I, 1982–1990)
- Stadtbusse auf Fahrwerk des Standard-I-Linienbusses Mercedes-Benz O 305 / O 305 G
  - Heuliez O 305 / O 305 G (Gelenkbus), (1975–1984)
  - GX 44 (mit Karosserie wie GX 107 für Nantes, 1986–1991)
- Stadtbusse auf Fahrwerk des Renault PR 100 / PR 180 (1984–1996)
  - GX 107, GX 113 (für Marseille) / GX 187
- Midibus GX 77 H (1990–1999)
- Midibusse (Länge 9–11 m) Die zweite Ziffer gibt die zeitliche Folge der Baureihe an, das L steht für längere Variante
  - GX 117 / GX 117 L / GX 127 / GX 127 L / GX 137 / GX 137 L
- 12-m-Linienbusse auf Volvo-Fahrwerk (1996–2001)
  - GX 217 / GX 217 CNG (Vilnius) / GX 217 GNV
- 12-m-Linienbusse
  - GX 317 / GX 317 GNV / GX 317 GPL / GX 327 / GX 327 GNV / GX 337
- Gelenkbusse
  - GX 417 / GX 417 CNG (Vilnius) GX 417 GNV / GX 427 / GX 427 GNV / GX 437
- Doppelgelenkbus
  - GX 237